# デトロイトディーゼル
デトロイト（Detroit）は、アメリカ合衆国のトラック用ディーゼルエンジン製造メーカーである。現在はダイムラー・トラック傘下企業であるダイムラー・トラックス・ノース・アメリカのグループ企業となる。以前の社名はデトロイト・ディーゼル・コーポレーションであった。

## 概要
1938年の創業以来5億基以上のエンジンを製造し、世界各地で1億基が稼働している。
ディーゼルエンジンのほかに車軸、トランスミッション、電装部品なども製造する。製造された各種自動車部品は、ダイムラー・トラックス・ノース・アメリカグループであるフレイトライナー・トラックスやウェスタン・スター・トラックス、トーマス・ビルト・バシーズなどの車両製造メーカーで使用されている。
ダイムラーに買収される以前は幹線道路向け車両以外の不整地向けや特殊車両向けとなるエンジン製造も行っていたが、ダイムラー傘下に入ってから幹線道路向けを残し、全てMTUフリードリヒスハーフェンに売却され、その後、2014年にはロールス・ロイスに買収されている。
変速機部門であるアリソン・トランスミッションは2007年、オネックスとカーライル・グループ出資の合弁企業により買収され、グループを離脱した。

## 歴史
- 1938年 - ゼネラルモータースのディーゼルエンジン事業部（GM Diesel）として設立され、大型自動車（トラック、バス）、鉄道車両、建設機械、軍用車両、産業用発電向け「シリーズ71（英語版）」2サイクルディーゼルエンジンの製造を開始する[1]。
- 1955年 - 商用車向けディーゼルエンジン「シリーズ53」を開発。幹線道路（On-Highway）向け車両への搭載が開始される[1]。
- 1965年 - GM Dieselはデトロイト・エンジン・ディビジョン（Detroit Engine Division）となりアリソン・ディビジョンと統合[1]。
- 1970年 - 初となる4サイクルディーゼルエンジンの開発を行っている[1]。
- 1988年 - GMとペンスキー（Penske Corporation）による合弁事業デトロイト・ディーゼル コーポレーション（DDC）を設立[1]。
- 2000年 - ダイムラー・クライスラーによって買収される[1]。
- 2011年 - 社名をDDCからデトロイトに変更する[1]。